# Casa Saderra
Casa Saderra és un habitatge del municipi de Cadaqués (Alt Empordà) inclòs en l'Inventari del Patrimoni Arquitectònic de Catalunya.

## Descripció
Situada dins del nucli antic de la població, davant de la platja des Portal i de la plaça del Doctor Trèmols. També té façana al carrer Doctor Callís, cantonada amb el carrer de sa Bretxa.
Edifici entre mitgeres de tres crugies, amb la planta en forma de L i que consta de planta baixa més dos pisos, amb un àtic amb porxo a la part superior, en substitució del coronament original de l'edifici. La façana litoral presenta dos grans portals d'arc rebaixat bastits amb carreus de pedra, on s'indica a les dues dovelles clau l'any, AÑO, i la data, 1821. Als pisos superiors hi ha quatre finestrals emmarcats en pedra, amb sortida a dos balcons correguts amb llosanes de pedra i baranes de ferro forjat, sostinguts per mènsules decorades. La façana posterior, avançada respecte a la línia de carrer, presenta un altre portal de les mateixes que els anteriors i dos balcons simples, amb els mateixos trets decoratius que els de la façana a la plaça.

## Història
L'edifici presenta a una de les dovelles clau de pedra dels portals de la plaça, la data 1921, corresponent a la inauguració de l'edifici.
Posteriorment, l'arquitecte Pelai Martinez i Paricio, realitzà una reforma el 1961.